# Horná Krupá
Horná Krupá (allemand : Oberkrompach ) est un village de Slovaquie situé dans la région de Trnava.

## Histoire
Première mention écrite du village en 1256.

## Démographie

### Évolution de la population
| Année:               | 1994. | 2004.   | 2014.   | 2024.   |
| -------------------- | ----- | ------- | ------- | ------- |
| Nombre de personnes: | 575   | 520     | 472     | 492     |
| Différence:          |       | -9,56 % | -9,23 % | +4,23 % |

| Année:               | 2023. | 2024.   |
| -------------------- | ----- | ------- |
| Nombre de personnes: | 498   | 492     |
| Différence:          |       | -1,20 % |